# Iatis
Els iatis (llatí: Iatii; grec antic: Ἰάτιοι, Iàtioi) foren un poble que vivia al nord de Sogdiana i és esmentat per Plini el Vell (VI 16 s 18) i per Claudi Ptolemeu (VI 12 § 4). S'ha suggerit que podrien ser el mateixos que els jat, un grup ètnic que avui en dia viu al subcontinent indi.